# 구은영
구은영(具恩永, 1981년 8월 28일 ~ )은 대한민국의 방송사 문화방송의 아나운서이다. 2007년 12월, MBC 공채로 입사하였다.

## 경력
| 연도  | 사항                |
| ----- | ------------------- |
| 2008~ | MBC 공채 아나운서   |
| 2019  | MBC 아나운서국 차장 |

## TV 방송

### 뉴스
- MBC 생활뉴스 (2013년 3월 18일 ~ 2013년 11월 15일)
- 12 MBC 뉴스 (2015년 8월 3일 ~ 2017년 6월 9일, 2017년 12월 26일 ~ 2018년 7월 13일)
- MBC 뉴스투데이 - 스포츠 투데이
- MBC 뉴스 24 - 대리 진행 (2015년 4월 6일 ~ 2015년 4월 10일)
- 5 MBC 뉴스 (2010년 6월 7일 ~ 2010년 10월 29일, 2019년 2월 7일 ~ 2020년 6월 25일)

### 예능 프로그램
- 섹션 TV 연예통신 (2010년 11월 7일 ~ 2013년 1월 18일)
- 찾아라! 맛있는 TV

### 교양 프로그램
- 전 MBC 파워매거진
- 전 100분 토론
- 경제매거진 M
- 통일전망대 (2016년 4월 11일 ~ 2017년 8월 27일)
- 꾸러기 식사교실
- TV 속의 TV (2017년 12월 20일 ~ 2018년 9월 15일)
- 생방송 오늘 아침 - 대리 진행 (2018년 2월)
- 웰컴 투 한국어학당 어서오세요 (2013년 11월 15일)

### 라디오 프로그램
- MBC 표준FM 보고 싶은 밤 구은영입니다 (2008년 10월 14일 ~ 2014년 11월 17일)
- MBC RADIO 구은영의 초콜릿
- MBC 표준FM 뉴스포커스
- MBC 표준FM  이 사람이 사는 세상
- 신동의 심심타파 게스트 (2013년 9월 3일)

### 드라마 출연
- 돌아온 복단지 1화: TV속의 아나운서 역

### MBC언어운사
- [LOOK AT 美] 구은영 아나운서 : 토탈 이미지 메이크업 1&2편
- MBC언어운사 낭독회

### 아나운서 공화국# (유튜브 채널)
- [아나특강] 11편!구은영 아나운서의 발표 노하우